# Thập Vạn Đại Sơn
Thập Vạn Đại Sơn (tiếng Trung: 十万大山) là một dãy núi dài khoảng 170 km, rộng khoảng 15–30 km ở đông nam Khu tự trị dân tộc Choang Quảng Tây, Cộng hòa Nhân dân Trung Hoa. Dãy núi này chạy theo hướng đông bắc-tây nam với phía nam về tổng thể cao hơn phía bắc. Đầu phía đông bắc bắt đầu ở Khâm Châu; đầu phía tây nam ở huyện Ninh Minh sát biên giới với Việt Nam. Đỉnh cao nhất trong Thập Vạn Đại Sơn có độ cao tuyệt đối là 1.462 m. Tại huyện Thượng Tư có Lâm viên Thập Vạn Đại Sơn là một điểm du lịch nổi tiếng.